# Haplopteris elongata
Haplopteris elongata là một loài dương xỉ trong họ Polypodiaceae. Loài này được E.H.Crane mô tả khoa học đầu tiên năm 1998.